# Delta (Wisconsin)
Delta è un comune degli Stati Uniti, situato in Wisconsin, nella Contea di Bayfield.